# Георг Штадтмюллер
Георг Штадтмюллер (нім. Georg Stadtmüller) (17 березня 1909, Бюрштадт — 1 листопада 1985, Мюнхен) — німецький історик Східної і Південно-Східної Європи.
Професор Лейпцигського (з 1938) і Мюнхенського університетів (з 1950). Директор Східньоєвропейського інституту в Мюнхені (1560 — 62). З 1962 співзасновник Дому Української Науки в Мюнхені, член Кураторії і Наукової Ради Товариства сприяння українській науці, дійсний член НТШ (з 1966), почесний доктор УВУ (1979). Автор передмови до книги Володимира Кубійовича «Етнічні групи південно-західньої України (Галичини) на 1. 1. 1939» (1983).